# Telatrygon
Telatrygon ist eine Gattung aus der Familie der Stechrochen (Dasyatidae), die an der Pazifikküste des asiatischen Kontinents von Indonesien bis zum südlichen Japan und an der Nordküste des Indischen Ozeans von Indien bis Indonesien vorkommt.

## Merkmale
Telatrygon-Arten sind kleine bis mittelgroße Rochen, die eine Körperscheibenbreite von 29 bis 73 cm erreichen. Die Körperscheibe ist sehr flach und mehr oder weniger rhombisch geformt, die äußeren Enden der Brustflossen sind kurz oder breit abgerundet. Die Bauchflossen sind mittelgroß und ragen leicht über die Körperscheibe hinaus. Die Schnauze ist lang und läuft spitzwinkelig zu. Die leicht hervorstehen Augen sind klein bis sehr klein. Das Maul ist schmal hat keine Oralpapillen. Der Schwanz ist ziemlich lang und hinten peitschenartig. Seine Länge kann das 1,4 bis 3-fache des Körperscheibendurchmessers erreichen. Die Schwanzbasis ist schmal bis mittelbreit. Eine Hautfalte auf der Schwanzoberseite kann mehr oder weniger gut ausgeprägt sein oder fehlen, die ventrale Hautfalte kann kurz oder lang sein. Der Stachel sitzt weit vorne auf dem Schwanz. Die Haut der Körperscheibe ist glatt, ohne Schulterdornen. Im Nacken findet sich eine mittige Reihe von  Dentikeln, die normalerweise durch einen dentikellosen Rücken von den größeren, dornenartigen Dentikeln auf der Schwanzoberseite getrennt sind. Auf dem Rücken sind die Telatrygon-Arten einfarbig, die Bauchseite ist weiß. Die Ränder der Körperscheibe sind normalerweise dunkler. Der Schwanz ist einfarbig oder oben dunkler als auf der Unterseite.

## Arten
Gegenwärtig (November 2016) werden vier Arten in die Gattung Telatrygon gestellt:
- Telatrygon acutirostra (Nishida & Nakaya, 1988)
- Telatrygon biasa Last, White & Naylor, 2016[4]
- Telatrygon crozieri (Blyth, 1860)
- Telatrygon zugei (Müller & Henle, 1841)

Telatrygon acutirostra wird nur provisorisch in die Gattung Telatrygon gestellt. Die Art ähnelt den anderen, hat aber eine längere Schnauze, einen längeren Schwanz, kleinere Augen, weniger ausgeprägte Hautfalten auf dem Schwanz und stand bei einer phylogenetischen Analyse der Stechrochen als Schwesterart einer Klade von Telatrygon und Hemitrygon außerhalb der Gattung.

## Systematik
Die Gattung Telatrygon wurde Mitte 2016 durch den australischen Meeresbiologen Peter R. Last, den US-amerikanischen Fischkundler Gavin J. P. Naylor und einen weiteren Kollegen eingeführt. Drei Arten der Gattung gehörten vorher zu Dasyatis, eine wurde neu beschrieben. Der Gattungsname setzt sich aus „telum“, einem lateinischen Wort für Speer oder Pfeil und „trygon“, einer griechischen Bezeichnung für Rochen zusammen und nimmt auf die lange spitze Schnauze aller Arten der Gattung Bezug. Typusart der Gattung ist Telatrygon zugei (Müller & Henle, 1841).